# Union internationale des chemins de fer
Pour les articles homonymes, voir UIC.
- Au moins un membre actif
- Au moins un membre affilié
- Au moins un membre associé
- Membres suspendus

L’Union internationale des chemins de fer (UIC) est une  association internationale représentant au niveau mondial les entreprises ayant une activité dans le domaine du chemin de fer.

## Historique
À la suite du traité de Trianon qui marque la dislocation de l'Autriche-Hongrie et la création de nombreux États en Europe centrale, les nouvelles compagnies ferroviaires (Autriche, Hongrie, Italie, Yougoslavie (Royaume des Serbes, Croates et Slovènes), Tchécoslovaquie) rencontrent les représentants des compagnies du Royaume-Uni et de la France dans la station balnéaire de Portorose en Istrie (située à l'époque en Italie) du 15 octobre au 25 novembre 1921. Leur mission était d'établir de nouvelles règles pour faciliter le transport des voyageurs, des bagages et des marchandises entre les nouveaux réseaux et d'envisager une convention européenne formalisant ces accords.
Les 13 articles de cette convention marquent des nouveautés importantes pour faciliter le trafic international : utilisation d'une seule gare frontière à chaque frontière, autorisation de franchissement des frontières par les trains de marchandises y compris la nuit, possibilité de liaisons internationales directes, contrôle douaniers des passagers à bord, etc.
Le directeur général des chemins de fer roumain, Alexandru Perieteanu, propose alors de créer une association des chemins de fer européens et de faire adopter toutes les normes ou les principes de standardisation plus largement avec les autres compagnies européennes. Il suggère aussi que les représentants français établissent un corpus de documentation technique et réglementaire, et lance le projet d'une conférence européenne des chemins de fer à Paris. Les nouvelles compagnies souhaitaient en particulier s'affranchir d'une association créée par la Prusse en 1846 réunissant l'ensemble des compagnies ferroviaires du monde germanique, la Verein Deutscher Eisenbahnverwaltungen (ou VDEV, l'Association des administrations ferroviaires allemandes).
Le 3 mai 1922, lors de la conférence internationale économique de Gênes, les représentants des pays présents valident le principe de la « création d'une administration ferroviaire permanente pour unifier et améliorer les conditions d'établissement et d'exploitation des chemins de fer en vue du trafic international ».
La conférence se tient alors à Paris le 17 octobre 1922. 27 pays et 46 compagnies ferroviaires y sont représentés. Tous les États d'Europe (sauf la Finlande) sont présents, et la Chine et le Japon y participent aussi. Dès sa création, l'UIC comporte 51 membres de 29 pays. Ils sont rapidement rejoints par les chemins de fer de l'URSS (en novembre 1922) puis par ceux du Moyen-Orient et de l'Afrique du Nord.

## Structure
Cette association internationale regroupe les différents acteurs du système ferroviaire : compagnies de chemins de fer, entreprises ferroviaires, gestionnaires d’infrastructure, compagnies de transports publics, activités complémentaires.
Légalement, elle est constituée en association à but non lucratif de droit français.
Elle regroupe 200 membres (décembre 2024) sur les 5 continents. Parmi ceux-ci figurent 62 membres actifs, 81 membres affiliés et 60 membres associés. 17 membres supplémentaires sont suspendus, c'est le cas notamment des membres russes et biélorusses depuis le début de l'Invasion de l'Ukraine par la Russie.
L’UIC a trois langues officielles : français, allemand et anglais. Son siège est à Paris dans le 15e arrondissement entre la maison du Japon et la tour Eiffel.

## Mission

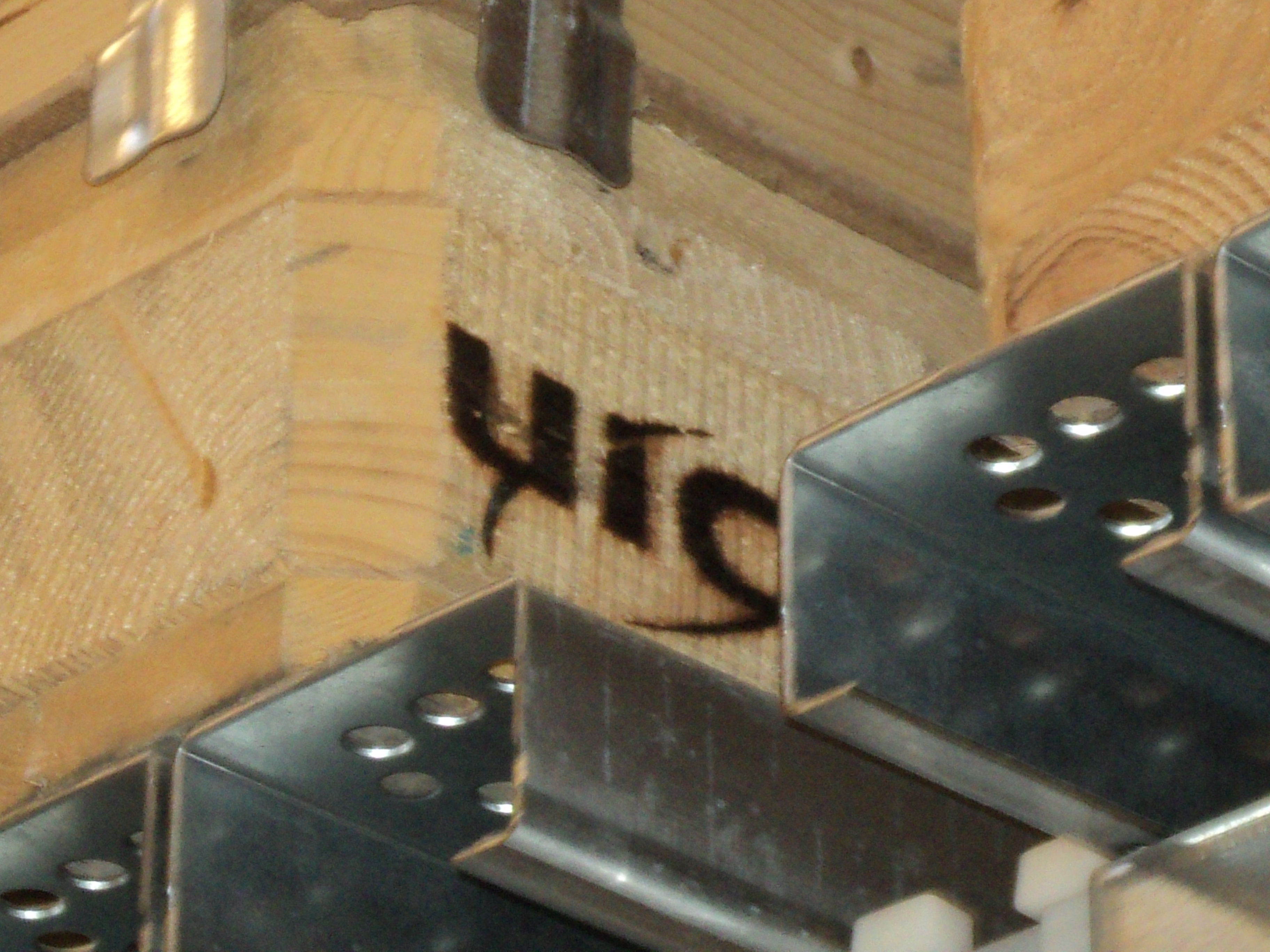
Marque de l'UIC sur une palette au Canada dans un magasin Ikea.

Cette organisation mène une double action :
- d’une part de coopération entre les entreprises ferroviaires pour renforcer la cohérence d’ensemble du secteur ferroviaire, contribuer à améliorer sa compétitivité et son interopérabilité. À ce titre, l’UIC publie des « fiches » de prescriptions concernant la technique, l’infrastructure ou l’exploitation, ayant un caractère selon le cas, obligatoire, recommandé ou simplement informatif ;
- d’autre part de promotion du chemin de fer auprès des gouvernements et des organisations internationales. À ce titre, l’UIC représente le secteur du transport ferroviaire auprès de l’Organisation des Nations unies (ONU) avec un statut consultatif, ainsi qu’auprès de nombreuses organisations internationales, dont la Conférence européenne des ministres des Transports (CEMT).

Elle agit également dans le but de standardiser et d’améliorer les conditions de construction et d’exploitation des chemins de fer, particulièrement en matière de trafic international. Par exemple, l'UIC a créé le projet EIRENE. Celui-ci a été mis en place en 1993, et c'est au sein de ce projet que le nouveau standard de communication ferroviaire, le GSM-R, a été créé et spécifié.
Son action est relayée par des organisations régionales, comme la Communauté européenne du rail (CER) et RailML en Europe. Concernant sa position liée au climat et son engagement carbone, l'UIC passe par Climateseed pour compenser son émission carbone.